# Anthology: Down in Birdland
Anthology: Down in Birdland è una raccolta di successi del gruppo vocale statunitense The Manhattan Transfer, pubblicato nel 1992 dalla Rhino Records.

## Il disco
Anthology è una doppia raccolta di successi rimasterizati digitalmente dei Manhattan Transfer dei loro anni con la Atlantic Records. Fu il primo disco del quartetto pubblicato dalla Rhino Records, etichetta del gruppo Warner Music specializzata nella riedizione di album del passato e di raccolte critiche. L'album contiene un libretto di 52 pagine che riassume la storia dei Manhattan Transfer dai loro esordi fino alla fine degli anni ottanta, quando il gruppo passò alla Columbia Records.
La raccolta si segnala, tra le altre cose, per essere il primo album in è stata pubblicata la versione in studio di Route 66, precedentemente uscita solo su 45 giri e inserita nell'album Bop Doo-Wopp in una versione dal vivo.

## Tracce

### CD 1
1. Trickle Trickle - (Clarence Bassett) - 2:18
2. Gloria - (Esther Navarro) - 2:57
3. Operator - (William Spivery) - 3:09
4. Helpless - (Eddie Holland, Lamont Dozier, Brian Holland) - 3:07
5. Ray's Rockhouse - (Ray Charles, Jon Hendricks) - 5:06
6. Heart's Desire (Live version) - (Hugh Lewis, George Cox, James Dozier, Ralph Ingram, Bernard Purdie) - 2:40
7. Zindy Lou - (Johnnie Moore, Eddie Smith) - 2:50
8. Mystery - (Rod Temperton) - 5:00
9. Baby Come Back to Me (The Morse Code of Love) - (Nick Santamaria) - 2:52
10. Route 66 - (Bobby Troup) - 3:20
11. Java Jive - (Milton Drake, Ben Oakland) - 2:44
12. Chanson d'amour - (Wayne Shanklin) - 2:55
13. Foreign Affair - (Tom Waits) - 3:51
14. Smile Again - (Jay Graydon, David Foster, Bill Champlin, Alan Paul) - 4:33
15. Spice of Life - (Rod Temperton, Derek Bramble) - 3:40
16. The Speak Up Mambo (Cuentame) - (Al Castellanos) - 3:05
17. Soul Food to Go (Sina) - (Djavan, Doug Figer) - 5:08
18. So You Say (Esquinas) - (Djavan, Amanda McBroom) - 4:47
19. Boy from New York City - (John Taylor, George Davis) - 3:40
20. Twilight Zone/Twilight Tone - (Bernard Herrmann, Jay Graydon, Alan Paul) - 6:06

### CD 2
1. Four Brothers - (Jimmy Giuffre, Jon Hendricks) - 3:47
2. Blee Blop Blues - (William "Count" Basie, Jon Hendricks) - 3:01
3. Candy - (Mark David, Joan Whitney, Alex Kramer) - 3:26
4. A Gal in Calico - (Arthur Schwartz, Leo Robin) - 2:41
5. Love for Sale - (Cole Porter) - 3:57
6. On a Little Street in Singapore - (Billy Hill, Peter De Rose) - 3:18
7. Tuxedo Junction - (Buddy Fayne, William Johnson, Julian Dash, Erskine Hawkins) - 3:03
8. That Cat is High - (J.M. Williams) - 2:53
9. Body and Soul - (Frank Eyton, Johnny Green, Edward Heyman, Robert Sour) - 4:25
10. Meet Benny Bailey - (Quincy Jones, Jon Hendricks) - 3:29
11. Sing Joy Spring - (Clifford Brown, Jon Hendricks) - 7:07
12. To You - (Thad Jones, Jon Hendricks) - 3:53
13. Down South Camp Meetin' - (Fletcher Henderson, Irving Mills, Jon Hendricks) - 3:00
14. Until I Met You (Corner Pocket) - (Freddie Green, Don Wolf) - 5:17
15. Why Not! (Manhattan Carnival) - (Michael Camilo, Hilary Koski, Julie Eigenberg) - 2:33
16. Another Night in Tunisia - (Frank Paparelli, John "Dizzy" Gillespie, Jon Hendricks) - 4:12
17. Capim - (Djavan) - 4:58
18. A Nightingale Sang in Berkeley Square - (Eric Maschwitz, Manning Sherwin) - 3:46
19. Birdland - (Joe Zawinul, Jon Hendricks) - 6:00

## Formazione
- The Manhattan Transfer - voce
  - Cheryl Bentyne
  - Tim Hauser
  - Alan Paul
  - Janis Siegel
  - Laurel Massé (CD 1 numero 2-4, 7, 11, 12, 16; CD 2 numero 1, 3, 4-8)

## Edizioni
- 1992 – CD (doppio), Rhino Records Atlantic Records 8122-71053-2